# Jacob van Es
Jacob van Es (Anversa, 1596 – Anversa, 11 marzo 1666) è stato un pittore, esponente dell barocco fiammingo.

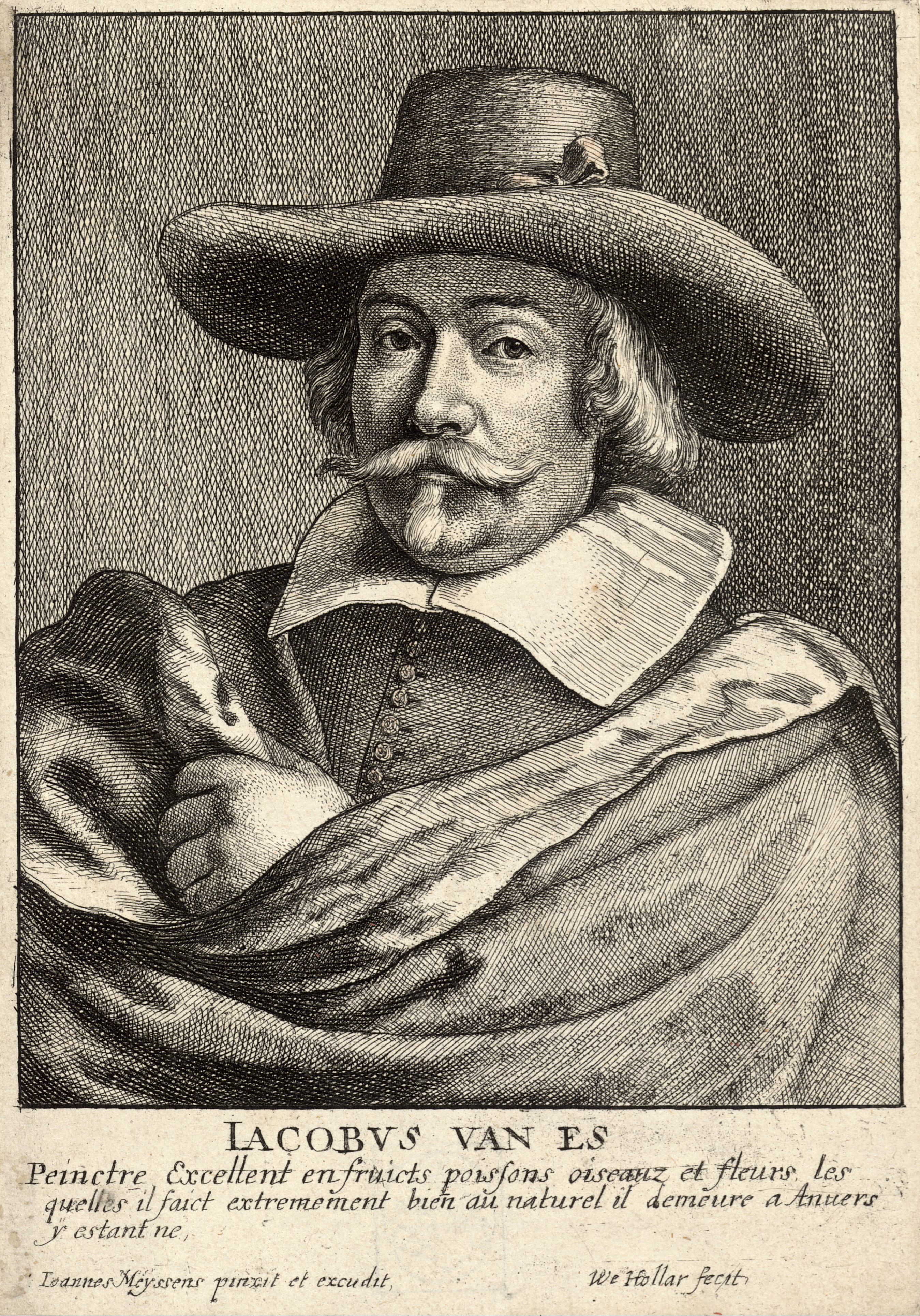
Jacob van Es, acquaforte di Wenceslaus Hollar tratta da un disegno di Jan Meyssens

È noto per le sue nature morte che raffigurano principalmente cibi su tavoli e occasionalmente bouquet di fiori. Insieme a Osias Beert e Clara Peeters, fu uno dei principali rappresentanti della prima generazione della pittura fiamminga di nature morte.

## Biografia
Jacob van Es, conosciuto anche come Jacobus, come Jacob Foppens van Es e con il cognome van Essen, era nato ad Anversa nei Paesi Bassi spagnoli. Esponente del barocco fiammingo, la sua vita si è svolta nella sua città: Anversa. Considerato un maestro di Jan van Thienen e di Jacob Gillis, fu influenzato da Frans Snyders e da Jan Davidsz. de Heem, pittori suoi conterranei, da cui trasse ispirazione per dipinti di nature morte.

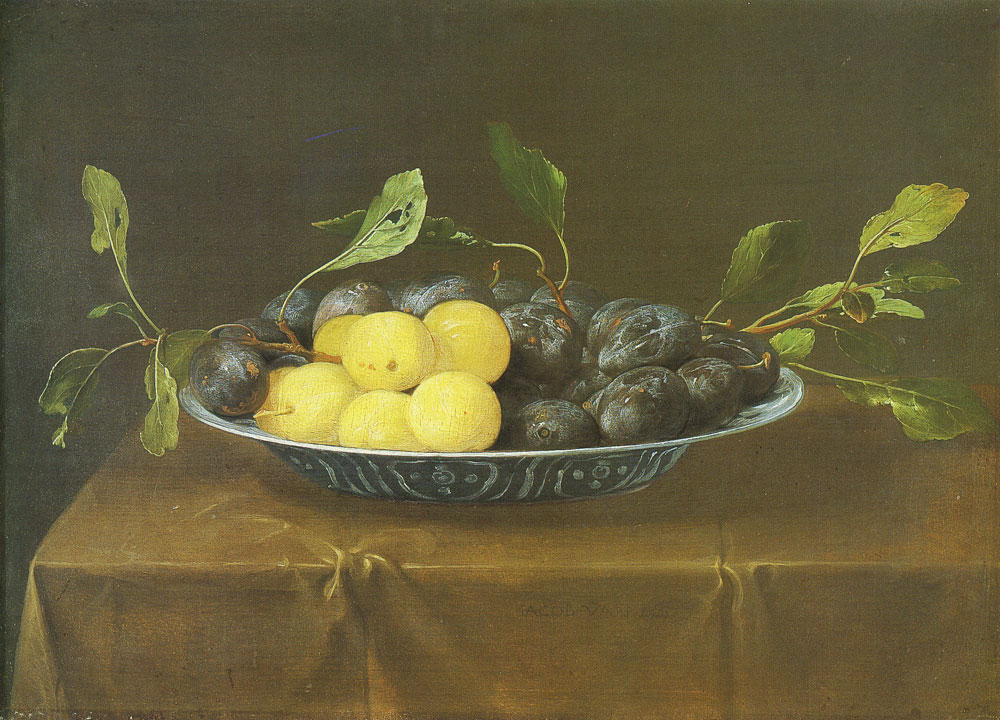
Prugne in un piatto cinese

Ha raffigurato nei suoi dipinti soprattutto nature morte, isolate sul bordo di un tavolo, oppure presentate su mense riccamente imbandite, con ceramiche variopinte, con ceste e con boccali e bicchieri colmi di vino. A volte aggiungeva persone o piccoli animali. Dipinse trofei di frutta, di pesci, di crostacei e vasi con fiori. I grappoli d'uva, dagli acini translucidi e trasparenti, erano da lui dipinti con minuzioso realismo. Rubens possedeva due dipinti di Jacob van Es: Natura morta con bicchiere e fette di prosciutto e Un banchetto.

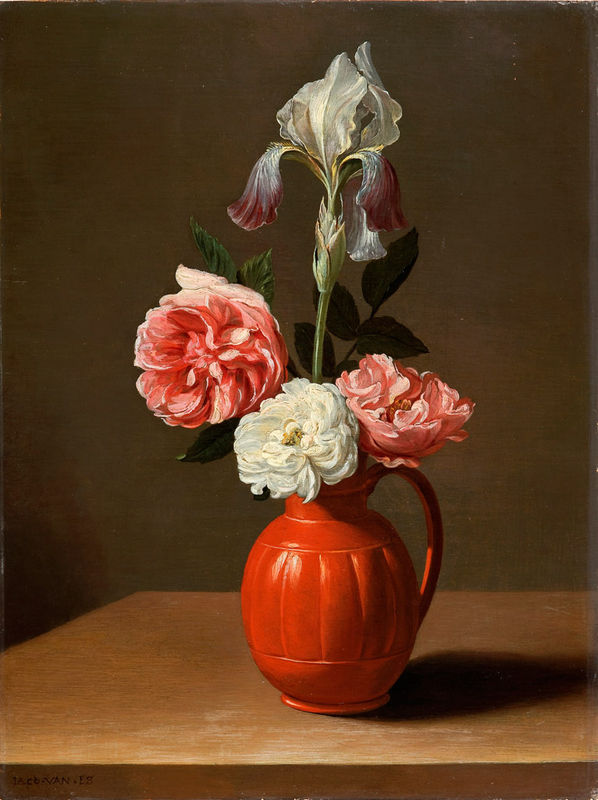
Iris e pastorali

Scarse sono le notizie biografiche: è noto che nel 1617 divenne maestro alla corporazione di San Luca di Anversa. A quel tempo era già sposato con Joanna Claessens, da cui ebbe tre figlie femmine e Nicolaas che, al pari di suo padre, nel 1648 fu scelto come maestro alla corporazione di San Luca di Anversa.
Jacob van Es ebbe contatti con Jacob Jordaens, con Cornelis Schut e con Deodat del Monte, artista curioso ed eclettico, noto come astronomo, architetto e pittore, e che fu padrino di suo figlio.

## Sue opere in musei
- Still Life, 1630 olio su pannello di legno, 75,5x106,7 cm, Joslyn Art Museum, Omaha, (Nebraska).
- Still Life con fetta di formaggio, Goteborgs Konstmuseum.
- Grappoli d'uva, olio su rame, 22,3x27,5 cm, National Gallery Praga.
- Still Life con frutta, Oil su legno di quercia 22,4x34,8 cm, Groeninge Museum Bruges.
- Iris e tre rose in brocca rossa Fondazione Custodia, Parigi.